# 新彼得里夫斯凱 (普里盧基區)
50°49′59″N 33°2′32″E / 50.83306°N 33.04222°E
新彼得里夫斯凱（烏克蘭語：Новопетрівське）是烏克蘭北部切爾尼戈夫州普里盧基區塔拉拉伊夫卡市鎮的村莊，面積5.31平方公里，海拔高度172米，2001年人口91，人口密度每平方公里17.1人。